# Heteropogon (plant)
Heteropogon is een geslacht uit de grassenfamilie (Poaceae). De soorten komen wereldwijd voor.

## Soorten
Van het geslacht zijn de volgende soorten bekend: 
- Heteropogon asiaticus
- Heteropogon contortus (L.) P.Beauv. ex Roem. & Schult.
- Heteropogon fischerianus
- Heteropogon melanocarpus
- Heteropogon polystachyus
- Heteropogon ritchiei
- Heteropogon triticeus